# Margat
Margat, znan tudi kot Markab (arabsko قلعة المرقب, latinizirano: Qalʻat al-Marqab, dob. 'Grad stražnega stolpa'), je grad blizu Baniyasa v zahodni Siriji. Grad je bil križarska trdnjava in ena glavnih trdnjav hospitalcev. Nahaja se približno 2 kilometra od sredozemske obale in približno 6 kilometrov južno od Baniyasa. Grad je bil v slabem stanju do leta 2007, ko se je začela njegova obnova. 

## Trdnjava

### Zgodovina
Margat se nahaja na hribu, ostanku ugaslega vulkana z nadmorsko višino okoli 360 metrov. Stoji na cesti med Tripolijem in Latakijo in je obrnjem proti Sredozemskemu morju. 
Po arabskih virih so prvo utrdbo na tem mestu zgradili Arabci leta 1062. Po prvi križarski vojni je pripadel krščanski Kneževini Antiohiji. Ko je bila kneževina leta 1104 poražena v bitki pri Harranu, je Bizantinsko cesarstvo izkoristilo šibkost muslimanov in zavzelo Margat. Nekaj let pozneje je grad  zavzel  galilejski knez Tankred, regent Antiohije, in ga vključil v svojo kneževino. 
V 1170. letih je bil v posesti Rainalda II. Masoirja Antioškega kot vazala Grofije Tripoli. Trdnjava je bila tako velika, da je imela svoje upravnike in številne zaledne vazale. Sin Rajnalda II., Bertrand, je Margat leta 1186 prodal hospitalcem, ker ga sam ni mogel vzdrževati. Po nekaj prenovah in razširitvah, ki so jih opravili hospitalci, je postal njihov sedež v Siriji. V tem času je grad s štirinajstimi stolpi veljal za neosvojljivega.  
Leta 1188 je Saladin po neuspešnem obleganju Krak des Chevaliersa napadel Margat. Abdul-Fidi o tem pravi: "Ko je spoznal, da je [tudi] Margat nepremagljiv in da nima upanja, da bi ga osvojil, odšel v Džabalo". Grad z okolico je bil eno redkih ozemelj, ki so ostalo v krščanskih rokah po Saladinovih osvajanjih. 
Do začetka 13. stoletja so hospitalci nadzorovali okoliško ozemlje in ceste ter ustvarjali velik dobiček od popotnikov in romarjev, ki so potovali skozi. Izak Komnen Ciprski je bil tam zaprt, potem ko je Rihard I. Angleški med tretjo križarsko vojno zavzel Ciper. Grad je približno po letu 1240  za svoj sedež uporabljal tudi škof bližnje Valenije. Margat je bil po velikosti in moči drugi za Krak des Chevaliersom,  največjo trdnjavo hospitalcev na jugu Sirije. 
Septembra 1281 so hospitalci iz Margata poslali kontingent vojakov v podporo mongolski invaziji na Sirijo. Invazijo je preprečil mameluški sultan Egipta Kalavun in pri Homsu porazil koalicijsko vojsko. Kalavun je hospitalce kaznoval z obleganjem Margata, ki se je začelo  17. aprila 1285. Po 38 dneh obleganja, med katerim so saperji in rudarji izkopali več predorov pod obzidje trdnjave, je mina uničila izboklino najjužnejšega dela obzidja. Med branilci je zavladala panika in so se potem, ko so okoli trdnjave odkrili številne predore, 23. maja 1285 predali mameluškemu poveljniku Fakhru al-Din Mukriju. Dva dni kasneje je v Margat vstopil sultan Kalavun. Kalavun je hospitalcem dovolil, da so odšli z vsem, kar so lahko odnesli s seboj. Margata ni uničil, kot je storil z drugimi trdnjavami, ampak je popravil njegovo obrambo in vanj zaradi njegovega strateškega položaja namestil močno garnizijo.
Margat, med muslimani znan kot Markab, je postal okrožje mameluške province Tripoli, vzdrževanje pa je financiral kairski sultan. Neustrašni svetovni popotnik Ibn Batuta je med obiskom trdnjave opazil, da je bilo izven trdnjave zgrajeno predmestje za tujce, ki niso smeli vstopiti v trdnjavo. Okrožni guverner s sedežem v trdnjavi Markab je imel vojaški čin "emir 20 mamelukov". Njegova naloga  je bila  braniti obalo, zlasti pred grožnjami s Cipra, in vzdrževati stražarnice in opazovalnice. V obdobju mamelukov Burdžidov  je bil Markab cesarski zapor za številne ugledne zapornike. Halil al-Zahiri, muslimanski zgodovinar iz 15. stoletja, je zapisal, da je bila trdnjava Markab med najpomembnejšimi znamenitostmi province Tripoli in bil "očitno nepremagljiv in nadziral ozemlje s številnimi vasmi".
V osmanskem obdobju je Markat postal upravno središče kaza (okrožja) z enakim imenom. Okrožje je imelo tri nahije (podokrožja): Margat, Kadmus in Havabi. V 90. letih 19. stoletja je bilo v okrožju 393 naselij s skupno 39.671 prebivalci, od tega 21.121 alavitov. Glavni kmetijski proizvodi so bili olive, čebula, tobak in svila, ki so jih večinoma prodajali trgovcem v Bejrutu. Trdnjava je služila kot rezidenca kajmakama (vojaškega guvernerja) okrožja do leta 1884, ko je bil sedež prenesen v Baniyas.
Zadnji znani lastnik gradu je bila družina Al-Markabi, ki je dobila ime po gradu. Leta 2023 je bil grad poškodovan med februarskim potresom.

### Arhitektura
Gradovi v Evropi so svojim lastnikom nudili gosposko nastanitev in delovali kot upravna središča. V Levantu je bila izjemnega pomena predvsem obramba, kar se je odražalo tudi v zasnovi gradov. Zgodovinar Hugh Kennedy meni, da je "grad, znanstveno zasnovan kot bojni stroj, zagotovo dosegel svoj vrhunec v velikih zgradbah, kot sta Margat in Crac des Chevaliers". Oba gradova sta zgrajena na vzpetini in imata številne značilnosti koncentričnih gradov. Margat ima obokan vhod skozi vhodni stolp.  Pomembna značilnost notranje obrambe Margata je velik krožni stolp, včasih imenovan donžon, ki pa ni bil osrednji stolp. Za razliko od Krak des Chevaliersa ima Margat veliko zunanje obzidje in zato večjo skupno površino. 

## Vira
- Kennedy, Hugh (1994), Crusader Castles, Cambridge: Cambridge University Press, ISBN 0-521-42068-7
- W. P. Heinrichs, ur. (1989), »Al-Markab«, E. J. Brill's The Encyclopaedia of Islam, zv. 4, BRILL, ISBN 9789004090828